# کالج ایتاکا
کالج ایتاکا (به انگلیسی: Ithaca College) یک دانشگاه خصوصی در ایالات متحده آمریکا است. کالج ایتاکا در ۱۸۹۲ تأسیس شده‌است.